# 列日戰役
列日戰役（法語：Bataille de Liège）是第一次世界大戰的第一場戰役，也是德國入侵比利時的開端。1914年8月5日，德軍開始進攻列日 ，持續到16日，最後一座要塞投降為止。德軍入侵比利時的行為最終讓大英帝國加入了戰爭；列日守軍的防守耐力最終讓協約國能夠有更多時間來組織軍隊，並準備好防守法國。

## 序幕

### 施里芬計畫
由於德意志帝國害怕將因面對法國和俄羅斯帝國的兩面夾擊，而陷入漫長的兩面作戰，施里芬計畫被設計成發動一場閃電戰，快速擊敗法國（就像1870年的普法戰爭那樣），接著再轉移西線大軍到東線，以擊退俄羅斯的軍隊（因為他們認為俄軍動員速度較法軍來的慢）。為了達成這項目標，德軍將必須破壞比利時的中立並入侵之，在數天之內通過該國。而在德軍向比利時推進的路線上，高度要塞化的列日首當其衝。

### 戰爭爆發
1914年夏天，奧匈帝國的斐迪南王儲遭暗殺後，各國之間的外交及軍事行動漸趨激烈化，而戰爭也逐漸地無法避免。而德國為遵守和奧匈帝國間的盟約，於8月1日向俄國宣戰，並於隔天向法國（俄國的三國協約盟國）下達最後通牒。
同時德國也向比利時的阿爾貝一世國王下達另一道最後通牒。德國的施里芬計劃（已發展二十年餘）將投入大量的人力，來清除集中於阿爾薩斯前線的法軍。此一側翼調動需要德國侵犯比利時的中立，以便繞過法軍和崎嶇的阿登山區。比利時可選擇不做抵抗，並讓德軍可穿越他們的國土進攻法國。事實上，多數德軍的計畫皆需要比利時如此做，否則其他情形將會像一位普魯士軍官所說，這將「激怒沉睡的綿羊」。對德軍的計畫來說，不幸的地方在於比利時將證明他們有強大的意志，來防衛他們的獨立地位。但對比利時來說，不幸則在於他們的資源跟不上他們的銳氣（élan）。
比利時修築了防線，並計劃獨立對抗任何潛在敵人，不論是德國、法國還是英國。1914年八月初，她的軍隊也如同多年來一樣，部署在國界上。當阿爾貝一世收到從柏林來的通牒時，他的參謀長安托南·德·塞利耶·德·莫朗维尔將軍便開始執行應變計畫：集中軍隊在比國的中心，而讓列日和那慕爾的要塞群能夠減緩德軍的侵攻。列日座落在比、法兩國間的主要道路上，而德軍既不想從南部崎嶇的道路經過，也不想經由比利時北方的荷蘭進攻(即便那將少去十數公里，且地勢平坦)。列日和那慕爾都擁有堅固的防禦工事，但也都有嚴重的缺點。
列日城被一打要塞環繞，由十九世紀後期傑出工程師亨利·亚历克西·布里亚尔蒙所設計與建造。布萊爾蒙特選擇不用法國工程師沃邦的星形要塞系統，自行設計要塞群來抵擋新式線膛火砲。除了由混凝土、磚石以及泥土所做成的山丘之外，要塞主要的部份皆在地面之下。每座要塞皆擁有一個可伸縮的圓屋頂，可裝設許多火炮，最大者可達6英吋。當此一先進的要塞於1892年完成後，並未受到妥善的維護。布萊爾蒙特還另外要求建造較小的防禦工事和戰壕，用以連接並保護主要堡壘群，但比利時政府並沒有執行該項建造計畫。他們的駐軍戰力並不完整，其中有許多人是來自當地的警衛部隊，且他們只受到最低程度的訓練。
8月2日，阿爾貝一世國王下令開始執行支援工作以回應德國的最後通牒，同時動員所有軍隊並使之達到最佳戰力。列日要塞群的指揮官，热拉尔·勒曼中將被命令「和你那些受託付的部隊防守到最後一刻。」
比利時軍用來完成所有準備的機會不多，因為德軍在8月4日進入了他們的國家。德軍中負責占領列日的臨時單位，是由奧托·馮·埃米希指揮的默茲河軍團（Army of the Meuse），轄下共有八個旅。埃米希指揮的主力步兵及騎兵，被下令攻占列日城附近橫越默茲河的橋梁，並消除所有遇到的抵抗。然而當他及其麾下部隊抵達河邊時，卻發現多數橋梁已被摧毀，只能架起浮橋以作為替代。而當這些措施也遭受對方的火力襲擊時，德軍發現他們被迫向列日要塞進攻。

## 要塞群
| 列日要塞群 （從最北方開始向順時針方向） |
| --------------------------------------- |
| 列尔斯（Liers）                         |
| 蓬蒂斯（Pontisse）                      |
| 巴尔雄（Barchon）                       |
| 埃沃涅（Evegnée）                       |
| 弗萊龍（Fleron）                        |
| 绍方丹（Chaudfontaine）                 |
| 昂堡（Embourg）                         |
| 邦塞勒（Boncelles）                     |
| 弗莱马勒（Flemalle）                    |
| 奧洛涅（Hollogne）                      |
| 隆桑（Loncin）                          |
| 朗坦（Lantin）                          |

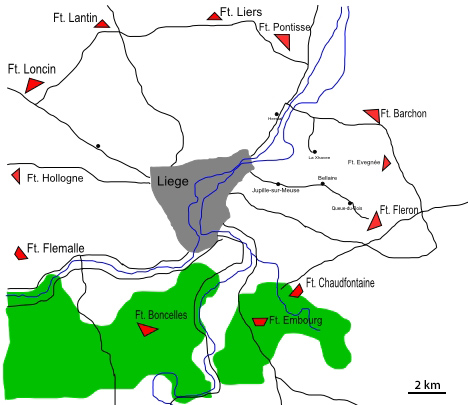
列日要塞群示意圖

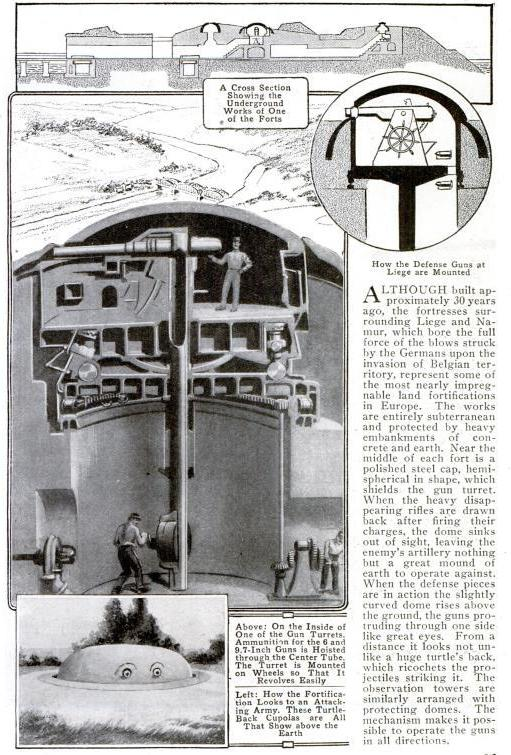
列日要塞的火砲示意圖

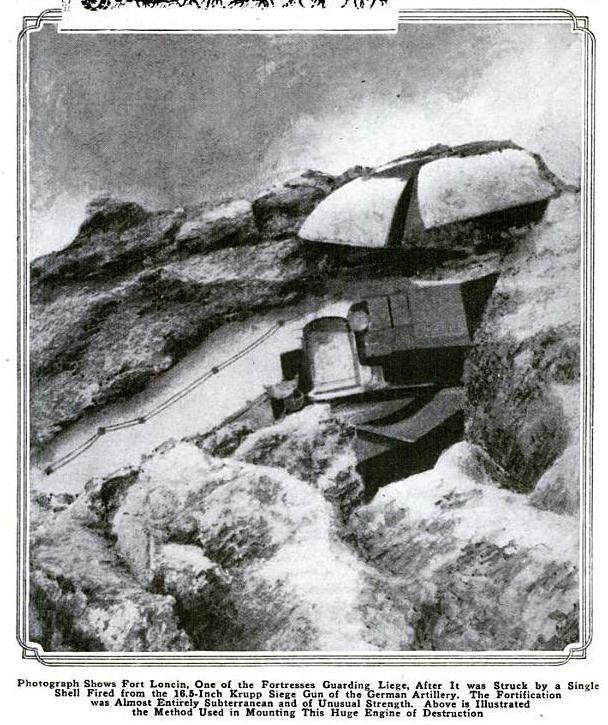
克魯伯圍城砲發射單殼砲彈摧毀了隆桑要塞

列日坐落在馬士河和烏爾特河的交會點上，位於南方的阿登森林、荷蘭馬斯垂克，與西北方的法蘭德斯平原之間。馬士河沿著深峻的峪流經列日，為其構成一個重要屏障。
德國通往布魯塞爾的主要鐵路會通過列日，這條鐵路最後通至巴黎。馮·施里芬和馮·毛奇就是想利用此條鐵路運兵進入法國。大量的工業設施、工廠和其他設施將有助於城市的防禦。然而主要防線仍是十二座要塞組成的環形要塞，該環形要塞完成於1891年，以半徑6~10公里環繞列日。要塞間的火力交織網及保護區的設計，將使要塞能夠在其中之一遭襲擊時，周圍兩座要塞將可提供火力援助。每兩座要塞間的間距大約4公里。
這些要塞不是三角形狀就是四方形，周圍環繞著溝渠與鐵絲網。要塞完全由混凝土建造，並搭配210毫米榴彈砲、150及120毫米加農砲和57毫米速射砲可供防禦。要塞裡的步兵利用步槍與機槍來防禦敵人的攻擊。主要的砲座安裝在可供360度旋轉的砲塔上。只有57毫米的砲塔可以升高。一個要塞共有78門大砲，利用彈藥庫來儲存彈藥，軍隊宿舍可供多達五百人居住，並擁有發電機可供應照明。這些要塞並未相連在一起，只能透過地面上的電話或電報來互相聯絡。
這些要塞有幾個其他的弱點。由於有許多溝壑橫跨兩兩要塞間，使得這裡的地形難以完全防守。間隔的防線在戰鬥前才被建造，且其防止德軍滲入城市的效率不彰。在後方的要塞也很脆弱，那是德軍轟炸後砲彈飛往的方向。要塞內的通風及衛生情形相當的差，造成內部空氣不流通與異味。最終，要塞就在選用非最佳混凝土，以及只能承受1890年最大的圍城砲（210毫米榴彈砲）砲火的情形下建成。勒曼曾親自被選為第三師與列日要塞群的指揮官，在阿爾貝國王的指示下，堅守要塞到底。勒曼擁有約30,000人可防守要塞間的間隙，以及6,000名要塞守軍，其中包含了公民警備隊。

## 戰鬥序列

### 比利時戰鬥序列
比利時第三步兵師負責守衛列日的工作，由熱拉爾·勒曼少將指揮。這個師由4個旅及數個其他戰鬥團組成：
- 第九混合旅：包含第9和29步兵團，以及第43、44和45砲兵連。
- 第十一混合旅：包含第11和31步兵團，以及第37、38和39砲兵連。
- 第十二混合旅：包含第12和32步兵團，以及第40、41和42砲兵連。
- 第十四混合旅：包含第14和34步兵團，以及第46、47和48砲兵連。
- 第十五混合旅(8月5日加入)：包含第1、4猎兵團，以及第61、62和63砲兵連。
- 要塞守衛隊：包含後備第9、11、12和14步兵團、一個砲兵團、4個後備砲兵連，以及其他部隊。
- 第三砲兵團：包含第40、49、和51砲兵連。
- 第三工兵營。
- 第三通訊部。
- 第二槍騎兵團。

總體而言，比軍有大約三萬六千人和252門大砲可供面對德國的入侵。

### 德軍戰鬥序列
德軍負責進攻的默茲河軍團（第二軍團）組成如下：
- 第三軍第11步兵旅，由弗里德里希·馮·瓦赫特（Friedrich von Wachter）少將指揮。
- 第四軍第14步兵旅，由弗里德里希·馮·武索（Friedrich von Wussow）少將指揮。
- 第四軍第34步兵旅，由里夏德·馮·克拉韦尔（Richard von Kraewel）少將指揮。
- 第六軍第43步兵旅，由許爾森（Hülsen）少將指揮。
- 第七軍第27步兵旅，由本諾·馮·馬索（Benno von Massow）上校指揮。
- 第十軍第38步兵旅，由厄爾岑（Oertzen）上校指揮。
- 第二騎兵軍，由格奧爾格·馮德馬維茨中將指揮，包含
  - 第二騎兵師（英语：2nd Cavalry Division (German Empire)），由弗里德里希·馮·克拉内（Friedrich von Krane）少將指揮。
  - 第四騎兵師（英语：4th Cavalry Division (German Empire)），由奥托·馮·加尼尔（Otto von Garnier）少將指揮。
  - 第九騎兵師（英语：9th Cavalry Division (German Empire)），由卡尔-乌尔里希·馮·比洛（Karl-Ulrich von Bülow）少將指揮。

總體來看，德軍大約有五萬九千八百人及100座火炮。他們受奧托·馮·埃米希將軍指揮，埃里希·魯登道夫則跟隨部隊作為指揮部的觀察者。

## 戰鬥過程
德國於8月3日早上對比利時宣戰，先頭部隊「默茲河軍團」於4日早晨8點跨過邊界。騎兵推進至默茲河，但發現多數橋梁均被摧毀。到了8月4日傍晚，德國騎兵已經渡過默茲河來到北邊的维塞，並在那裏遭遇到第十二旅，該旅被下令進行英勇的後衛作戰以利撤退至要塞防線。整個晚上德軍都被擋在北方。
比利時第三步兵師躲在倉促完成的防禦工事後方以防禦城市，同一天他們成功地擊退了企圖通過要塞群的德軍。德軍企圖進攻占巴爾雄要塞的攻勢被要塞的機槍與大砲火力挫敗， 承受了相當大的損失。此次挫敗後，德軍利用齊柏林飛船發起了歷史上第一次空襲，對列日城丟下了砲彈。同時，騎兵則從南方的維澤趕來包圍了列日。隨著城市可能很快陷落，勒曼命令他麾下的第三步兵師撤退，並重入新動員的比利時軍到西方去。
8月6日，魯登道夫將軍揮軍前進時，發現第14旅的指揮官已戰死。他以個人名義下令一野戰榴彈砲提供火力支援，以便通過克迪布瓦村，因為該處是個可俯瞰列日的高點。魯登道夫派出一隊人向勒曼提出休戰協議，但被拒絕。而在其後跟隨的突擊隊也被勒曼指揮部的軍隊擊退。德軍這次的突襲迫使勒曼逃離列日城，並躲入該城西方的隆桑要塞以做為避難。外環的其他要塞則持續抵抗德軍的推進，因為德軍對他們的鐵路線進行封鎖。德軍持續砲擊地砲擊這些要塞，但大多數的要塞仍屹立不搖。唯一被擊垮的是弗萊龍要塞，該要塞的穹頂遭到砲火摧毀。而巴爾雄要塞則在德國步兵持續的進攻下，於8月10日被攻佔。
為了削弱這些要塞，德軍決定使用他們強大的圍城砲。這些圍城砲中包括克虜伯的大貝莎420毫米榴彈砲，以及一些奧匈帝國借出的305毫米榴彈砲，由斯柯達公司建造。這些要塞在建造之初，比利時認為陸地上最大的可移動式大砲是210毫米榴彈砲，所以這些要塞並未設計成可承受來自更大的圍城砲的砲彈。圍城砲發出的砲彈從堡壘的正上方烙下，穿透了混凝土層，然後再由延遲導火線引爆。要塞一個個被迫就範，直到8月16日最後一座要塞-邦塞勒要塞投降為止。8月15日，勒曼指揮官在防守隆桑要塞時負傷，在昏迷的情形下成了德軍的俘虜。到了8月17日早上，德國第一軍團、第二軍團及第三軍團按照施利芬計畫，準備繼續橫掃剩餘的比利時，迫使剩餘的比軍退往安特衛普，並使布魯塞爾於8月20日不戰而降。

## 後續發展
勒曼及其部隊在列日所做的十日抵抗，是否對德軍施利芬計劃的時間表有所影響，至今仍不清楚。但顯而易見的是，協約國視這場戰鬥為精神上的勝利。沒人預期到比利時會反擊，至少不致於會這麼有效。有無可能在小小的比利時願意打到底情形下，歐洲各國不願意呢？ “這是精神勝利並向世界宣傳—國家傳統信仰及責任仍能在戰場上激勵著士兵們的勇氣，並顯示出德軍輝煌的表面下仍是美中不足的。”這讓法國在1914年頒發了法國榮譽軍團勳章給了列日市。 另一影響則是從各方面削弱了對於修築要塞群的信心，並讓法國的凡爾登的要塞群更加脆弱，最終影響了1916年的凡爾登戰役。

## 刊物
- Paul Hamelius, The Siege of Liège:  A Personal Narrative (London, 1914)
- J. M. Kennedy, "The Campaign around Liège," in Daily Chronicle War Books (London, 1914)

## 註腳
1. 1 2 3 4 5 6 7  «Военно-инженерный зарубежник», 1922, № 6, стр. 20
2. 1 2  «Der Weltkrieg 1914 bis 1918», Bd. 1, S. 109.
3. ↑  Siehe Herwig, Marne, S. 117.
4. ↑  «Военно-инженерный зарубежник», 1922, № 6, стр. 21
5. 1 2  Keegan 1998，第84頁
6. ↑  Siehe Otto, Helmut, Schmiedel, Karl (Hrsg.), Der erste Weltkrieg. Dokumente, 2. Auflage Berlin 1983, S. 33.
7. ↑  Siehe Otto, Schmiedel, Dokumente, S. 46.
8. ↑  Keegan, John. The First World War. Vintage books, June 2000. ISBN 0-375-70045-5. Pg. 81
9. ↑  Форт Баршон пал первым, еще 10 августа, в результате атаки германской пехоты.
10. ↑  Именно в этом форте находился комендант крепости генерал Леман, этот форт пал последним из всех укреплений Льежа.
11. ↑  Siehe Herwig, Marne, S. 108.
12. ↑  Siehe Reichsarchiv, Grenzschlachten, S. 109.
13. ↑  Siehe Reichsarchiv, Grenzschlachten, S. 111.
14. ↑  Siehe Herwig, Marne, S. 110.
15. ↑  Барбара Такман.  5000 экз. М.: АСТ. 1999: 210 [The Guns of August]. ISBN 5-7921-0245-7 （俄语）.
16. ↑  Keegan, pg 84 & 85.
17. ↑  Siehe Reichsarchiv, Grenzschlachten, S. 120 sowie Keegan, John, Der Erste Weltkrieg. Eine europäische Tragödie, Reinbek 2001, S. 134f.
18. ↑  Duffy, M. (22 August 2009) The Battle of Liege, 1914 http://www.firstworldwar.com/battles/liege.htm （页面存档备份，存于） retrieved 25 February 2011
19. ↑  Siehe Reichsarchiv, Grenzschlachten, S. 214ff., 240ff.
20. ↑  Buchan, A History of the Great War, p. 134.
21. ↑  New World Encyclopedia Article: Legion D'Honneur http://www.newworldencyclopedia.org/entry/Legion_of_Honor （页面存档备份，存于） retrieved 25 February 2011
22. ↑  Rickard, J. (14 March 2001 ), Siege of Liege, 5–16 August 1914, http://www.historyofwar.org/articles/battles_liege.html （页面存档备份，存于）

## 外部連結
- 列日戰役, 1914年 （页面存档备份，存于）
- 列日圍城戰, 1914年8月5-15日 （页面存档备份，存于）
- 列日要塞群